# 訂婚
订婚是一种立約行為，以及相應社会仪式，即訂婚典禮，亦可引申指代從求婚被應允（訂立婚約）到正式結婚之間的時段。

## 起源
歐洲婚姻習俗的起源可以從猶太法中得知:婚姻是由兩個獨立的行為組成，Kidusin(意為成聖)是其中的訂婚。後來這在古希臘被採用為伽莫斯和恩傑西斯的儀式，但與猶太教不同的是，在見證人在場的情況下簽訂的合同只是口頭形式。

## 如今
現代多数訂婚儀式会在當天宴请双方親友，告知众人此对情侣双方准备结婚。東亞傳統的訂婚儀式包括納采、納徵、下文定，現代多簡化至只保留納徵。
有些法律也不再保留儀式或書面的要求，如中華民國民法，將訂婚規範為婚約，不以儀式、書面或交換禮物等習俗上所慣行的活動為必要，僅訂婚之當事人雙方互相有合意，具將締結正式婚姻之意思，即可成立婚約。但訂婚後，未必具備法律上之親屬關係，現代多數國家規定，正式結婚後，雙方始享有為配偶之法律資格與地位。

## 法律效力
訂婚之後雙方並不會變成夫妻，因此法律身分上還是各自單身。並且訂婚是沒有強制力的，不可以請求強制履行。
但如果解除婚約的一方有過失，或無理由違反婚約，可能會有損害賠償的發生。

## 订婚戒指
如有订婚戒指，则一般佩戴在左手中指上。这项传统被认为来自古羅馬人，因为他们相信中指是“爱的静脉（vena amoris）”的开始，并最终流入心脏。在正式結婚儀式後，結婚戒指則會佩戴在左手無名指上。

## 訂婚派對
在現代美國文化中，有時會在傳統上由新娘父母舉辦的訂婚派對上宣布訂婚。這些聚會幫助新娘和新郎的朋友和家人在婚禮前聚在一起並互相介紹自己。在古希臘，訂婚派對在沒有新娘的情況下舉行，討論婚姻的法律和財務問題。之後，訂婚宴就是雙方在結婚前宣布合法結合的地方，如果一方違反協議，受害的一方就必須付出代價。
到了 20 世紀初，情侶們開始在當地報紙上宣布 訂婚消息。

## 稱謂
订婚当事人依据性别俗称未婚妻与未婚夫。其中，女性同性订婚伴侣可以互称未婚妻，男性同性订婚伴侣可以互称未婚夫。